# Нисензон, Арон
Арон Нисензон (англ. Aaron Nissenson; 9 октября 1897, Чепели, Минской губернии (ныне Солигорский район, Минская область) — 1 мая 1964, Нью-Йорк) — американский поэт на идише, эссеист и журналист.

## Биография
Родился в семье мельника Гершеля Нисензона и Чарны Фейги Ашкенази. Получил традиционное религиозное образование. В марте 1911 эмигрировал в США со своей матерью и сестрой Ханной ( впоследствии жена поэта Ф. Ойербаха. В 1923 получил диплом фармацевта Университета Фордхэма, но предпочел заниматься журналистикой. В 1918 был соредактором ежемесячного издания «Дер Онхейб». В период с 1924 по 1953 был сотрудником ежедневного издания «Jewish Morning Journal» (Нью-Йорк). С 1955 возглавлял отдел прессы «Джойнта».
Дебютировал в печати в «Идишес тагеблат» в Нью-Йорке со стихотворением на тему Хануки. Публиковался  в различных периодических еврейских изданиях: «Дос идише фолк», «Фрайе арбетер штиме», «Ди цукунфт», «Литератур ун лебн», «Фу менш цу менш», «Ист Бродвей», «Ди федер», «Поэзия», «Унзер журнал», «Ди цайт», «Вархайт», «Най идиш», «Дер идишей кемпфер» и т.д. 
Автор восьми сборников стихов. Некоторые из его стихов были переведены на иврит, французский и русский языки.

### Произведения
- «Хундерт лидер» («Сто стихотворений») (1920)
- «Метеорн» (1925)
- «Дос лебн вил а маисе герн» («Жизнь хочет сказку слушать», 1930)
- «Дер вег цум менч» («Путь к человеку», 1934)
- «Дос цугезогте ланд» («Обещанная страна», 1937)